# Гаркалне
Га́ркалне (латыш. Garkalne) — населённый пункт («крупное село», латыш. lielciems) в северной части Ропажского края Латвии. Располагается на реке Криевупе около перекрёстка автодорог A2 и P3 и железной дороги Рига — Лугажи, в 21 км от краевого центра Улброка и в 21 км от центра Риги.
Населённый пункт начал формироваться после открытия железнодорожной станции Роденпойс (Ропажи, ныне Гаркалне) в 1889 году. В 1920—1930 годах Ропажи (название Гаркалне того времени) были курортом с купальными местами и теннисными кортами. В 1925 году населённому пункту был присвоен статус густонаселённого места (села).
Ныне в Гаркалне есть средняя школа, библиотека, почтовое отделение и железнодорожная станция.